# بادیراکس
بادیراکس (به انگلیسی: Bodyrox) یک گروه موسیقی الکترو هاوس انگلیسی است که از دو نفر به نام‌های جان پیرن و نیک بریجز تشکیل شده‌است.

## پیشینهٔ فعّالیّت
نخستین تک‌ترانهٔ تجاری گروه بادیراکس، با نام "Yeah Yeah" در نوامبر سال ۲۰۰۶ با صدای لوسیانا کاپوراسو منتشر شد. این ترانه با موفّقیّت بسیار چشمگیری مواجه شد، و تا مدّت‌ها به طور گسترده‌ای در کلاب‌ها، رادیو، و شبکه‌های تلویزیونی موسیقی پخش می‌شد. "Yeah Yeah" سرانجام در جدول تک‌آهنگ‌های بریتانیا به رتبهٔ ۲ رسید و در کشورهای دیگری همچون هلند، فنلاند، ایرلند، نیوزیلند، و استرالیا نیز جزء پرفروش‌ترین ترانه‌ها شد.
در سال ۲۰۱۱ بادیراکس نخستین آلبوم خود با نام Bow Wow Wow را منتشر کرد.

## ترانه‌شناسی

### آلبوم‌ها
- ۲۰۰۷: Generationext
- ۲۰۱۲: Bow Wow Wow